# International Standard Text Code
Der International Standard Text Code (ISTC) ist ein Kodierungssystem ähnlich der ISBN, das von der ISO entwickelt wurde. Seit März 2009 ist es publiziert als ISO 21047:2009.

## Zweck
Gekennzeichnet werden sollen vorrangig publizierte Texte wie etwa Bücher. Während bei der ISBN jede Ausgabe dieses Textes durch einen Verlag eine eigene ISBN erhält (Werke vieler Auflagen wie z. B. Schillers Räuber also mit Dutzenden von ISBN registriert wurden), erhält ein Text (in einer Übersetzung) zusätzlich genau einen ISTC. Dieser eine gilt auch für unterschiedliche Medien, also etwa für die gedruckte Form, das Hörbuch, E-Book oder anderes Digitalisat.
Über den ISTC lassen sich zu einem Werk unterschiedliche Medien und Ausgaben finden; bei einer Übersetzung kann auf den ISTC des Originals verwiesen werden und für Sammelwerke (somit unter anderem Titel) können die ISTC der enthaltenen Texte angegeben werden.

## Format
Ein ISTC besteht aus 16 (arabischen) Ziffern 0–9 zusammen mit den Buchstaben A–F, ist also eine Hexadezimalzahl.
Die Kodierung ist in vier Teile gegliedert:
| Feld          | Länge | Stellen | Bedeutung                                                         |
| ------------- | ----- | ------- | ----------------------------------------------------------------- |
| Registrierung | 3     | 1–3     | Interne Zwecke (Registrierungsstelle)                             |
| Jahr          | 4     | 4–7     | Jahr der Registrierung, nicht der Texterstellung oder Publikation |
| Werk          | 8     | 8–15    | Vergebene Registrierungsnummer                                    |
| Prüfziffer    | 1     | 16      | MOD 16-3 gemäß ISO/IEC 7064                                       |

Beispiele:
- ISTC 0A9 2002 12B4A105 7
- ISTC 0A9-2002-12B4A105-7